# Maria Xipaguazin Moctezuma

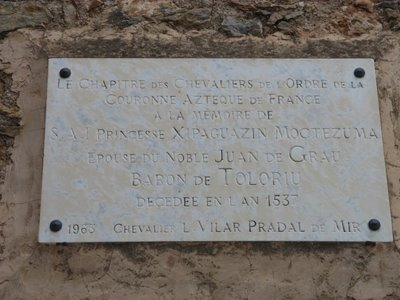
Diese Steinplatte mit Inschrift an der Kirche von Toloriu erinnert an Maria Xipaguazin Moctezuma.

Maria Xipaguazin Moctezuma (* ? in Tenochtitlán, Mexica; † 10. Januar 1537 in Toloriu, Spanien) war eine aztekische Prinzessin, die einen spanischen Conquistador heiratete und mit ihm nach Spanien ging.

## Leben
Maria Xipaguazin Moctezuma wurde als Tochter Moctezumas. II in Tenochtitlán, der Hauptstadt und Regierungssitz des Aztekenreiches Mexica, geboren.
Ihre Lebensgeschichte ist nur unzulänglich belegt. Laut spanischer Berichte wurde Hernán Cortés von dem Katalanen Baron Joan de Grau (oder Juan de Grau) begleitet, der Xipaguazin Moctezuma geheiratet, mit nach Toloriu gebracht und in Maria umgetauft haben soll. Diese Heirat ist allerdings nicht durch Dokumente belegt. Spanische Zeitungsberichte behaupteten sogar, de Grau sei gar nicht mit Cortes nach Mexiko gereist; diese Berichte seien katalanische Propaganda, um die Rolle der Katalanen in der Eroberung Mexikos herauszuheben. Angeblich wurde Maria von ihrem Bruder Pedro nach Spanien begleitet, der aber nach einem Jahr Aufenthalt in dem kleinen pyrenäischen Bergdorf nach Mexiko zurückgekehrt sein soll.
Maria Xipaguazin soll einen Sohn mit Juan de Grau gehabt haben, der am 15. Mai 1536 geboren und auf den Namen Juan Pedro de Grau y Moctezuma getauft wurde.
Maria Xipaguazins Tod in Spanien ist jedoch belegt, und das Todesdatum mit 10. Januar 1537 in Toloriu angegeben. Sie soll dort in der „Casa Vima“ gelebt haben. Ihr Grab ist unbekannt. An sie erinnert in Toloriu nur noch eine Inschrift auf einem Stein an der örtlichen Kirche.
In der Ausstellung im British Museum „Moctezuma - Aztec Ruler“ (24. September 2009 bis 24. Januar 2010) in London wird Maria Xipaguazin erwähnt und ihre Rolle als Übersetzerin in den Dokumenten, die z. T. in Nahuatl verfasst sind, hervorgehoben.

## Verschwundener Schatz
Der Sage nach brachte Maria Xipaguazin einen Schatz mit nach Spanien, den sie in dem Dorf Toloriu oder seiner Umgebung vergrub. Er wurde nie gefunden.
Nach spanischen Zeitungsangaben ist in den 1930er-Jahren ein deutsches Team nach Toloriu gereist und kaufte die Casa Vima für 3000 Peseten, um den Schatz zu suchen. Belege dieser Käufer oder deren Namen fehlen oder sind im Spanischen Bürgerkrieg verlorengegangen.
Bis heute suchen Menschen in dem Bergdorf Toloriu nach dem Schatz der aztekischen Prinzessin Maria Xipaguazin Moctezuma.

## Nachkommen
Hierauf und auf die Nachfahren ihrer Schwester Tecuichpotzin Isabel Moctezuma und ihres Bruders Pedro Moctezuma berufen sich mehrere hundert spanische und mexikanische Nachfahren, die heute noch den sogenannten „Pensionstreit“ mit dem Staat Mexiko führen. Einer dieser Prätendenten ist Guillermo III. de Grau-Moctezuma, der in den 1960er-Jahren auf sich aufmerksam machte, indem er vermeintliche Adelstitel verkaufte und dem Templerorden vorsaß.